# Psychotria crassipetala
Psychotria crassipetala är en måreväxtart som beskrevs av Ernest Marie Antoine Petit. Psychotria crassipetala ingår i släktet Psychotria och familjen måreväxter. Inga underarter finns listade i Catalogue of Life.